# Do Asb
Do Asb (persiska: دو اسب, دُو اَسب) är en ort i Iran.   Den ligger i provinsen Zanjan, i den nordvästra delen av landet, 280 km väster om huvudstaden Teheran. Do Asb ligger 1 939 meter över havet och antalet invånare är 708.
Terrängen runt Do Asb är kuperad åt nordost, men åt sydväst är den platt.Runt Do Asb är det ganska glesbefolkat, med 47 invånare per kvadratkilometer. Närmaste större samhälle är Zanjan, 8,7 km sydväst om Do Asb. Trakten runt Do Asb består i huvudsak av gräsmarker.